# 30137 Sherryshaffer
30137 Sherryshaffer este o planetă minoră (asteroid) din centura de asteroizi. A fost descoperită pe 27 martie 2000 la Stația Anderson Mesa de Lowell Observatory Near-Earth-Object Search. 
Obiectul prezintă o orbită caracterizată de o semiaxă mare de 2,154363 UAi, o excentricitate de 0,13, o înclinație de 1,9969 ° în raport cu ecliptica.